# Sloveens voetbalelftal in 1995
Het Sloveens voetbalelftal speelde in totaal acht interlands in het jaar 1995, waaronder zeven duels in de kwalificatiereeks voor het EK voetbal 1996 in Engeland. De ploeg stond onder leiding van bondscoach Zdenko Verdenik, de opvolger van de eind 1993 opgestapte Bojan Prašnikar. Op de in 1993 geïntroduceerde FIFA-wereldranglijst steeg Slovenië in 1995 van de 81ste (januari 1995) naar de 71ste plaats (december 1995).

## Balans
| Wedstrijden | Wedstrijden | Wedstrijden | Wedstrijden | Doelpunten | Doelpunten | Doelpunten | Punten |
| Gespeeld    | Winst       | Gelijk      | Verlies     | Voor       | Tegen      | Saldo      | Punten |
| ----------- | ----------- | ----------- | ----------- | ---------- | ---------- | ---------- | ------ |
| 8           | 4           | 0           | 4           | 13         | 11         | +2         | 1.000  |

## Interlands
|                                                  |                                                        |       |         |                                                                                         |
| 29 maart EK-kwalificatie № 15 «onderlinge duels» | Slovenië                                               | 3 – 0 | Estland | Ljudski vrt Stadion, Maribor Toeschouwers: 1.850 Scheidsrechter: José João Mendes (POR) |
| 29 maart EK-kwalificatie № 15 «onderlinge duels» | Zlatko Zahovič 40' Primož Gliha 52' Vladimir Kokol 90' |       |         | Ljudski vrt Stadion, Maribor Toeschouwers: 1.850 Scheidsrechter: José João Mendes (POR) |

|                                                  |                                       |       |          |                                                                                 |
| 26 april EK-kwalificatie № 16 «onderlinge duels» | Kroatië                               | 2 – 0 | Slovenië | Stadion Maksimir, Zagreb Toeschouwers: 14.059 Scheidsrechter: Oğuz Sarvan (TUR) |
| 26 april EK-kwalificatie № 16 «onderlinge duels» | Robert Prosinečki 17' Davor Šuker 90' |       |          | Stadion Maksimir, Zagreb Toeschouwers: 14.059 Scheidsrechter: Oğuz Sarvan (TUR) |

|                                                |                                      |       |                  |                                                                                     |
| 7 juni EK-kwalificatie № 17 «onderlinge duels» | Litouwen                             | 2 – 1 | Slovenië         | Žalgirio Stadionas, Vilnius Toeschouwers: 2.600 Scheidsrechter: László Vágner (HUN) |
| 7 juni EK-kwalificatie № 17 «onderlinge duels» | Ramūnas Stonkus 47' Arūnas Šuika 69' |       | 82' Primož Gliha | Žalgirio Stadionas, Vilnius Toeschouwers: 2.600 Scheidsrechter: László Vágner (HUN) |

|                                                 |                 |       |                                                    |                                                                                 |
| 11 juni EK-kwalificatie № 18 «onderlinge duels» | Estland         | 1 – 3 | Slovenië                                           | Kadrioru Stadion, Tallinn Toeschouwers: 1.100 Scheidsrechter: Paul Durkin (ENG) |
| 11 juni EK-kwalificatie № 18 «onderlinge duels» | Martin Reim 26' |       | 38' Džoni Novak 69' Džoni Novak 80' Zlatko Zahovič | Kadrioru Stadion, Tallinn Toeschouwers: 1.100 Scheidsrechter: Paul Durkin (ENG) |

|                                                     |                        |       |          |                                                                                 |
| 6 september EK-kwalificatie № 19 «onderlinge duels» | Italië                 | 1 – 0 | Slovenië | Stadio Friuli, Udine Toeschouwers: 18.532 Scheidsrechter: Ladislav Gádoši (SVK) |
| 6 september EK-kwalificatie № 19 «onderlinge duels» | Fabrizio Ravanelli 13' |       |          | Stadio Friuli, Udine Toeschouwers: 18.532 Scheidsrechter: Ladislav Gádoši (SVK) |

|                                                    |                                                    |       |                                           | |
| 11 oktober EK-kwalificatie № 20 «onderlinge duels» | Slovenië                                           | 3 – 2 | Oekraïne                                  | Centralni Stadion za Bežigradom, Ljubljana Toeschouwers: 2.750 Scheidsrechter: Juan Antonio Fernández (ESP) |
| 11 oktober EK-kwalificatie № 20 «onderlinge duels» | Sašo Udovič 53' Zlatko Zahovič 73' Sašo Udovič 90' |       | 24' Viktor Skripnik 44' Tymerlan Huseynov | Centralni Stadion za Bežigradom, Ljubljana Toeschouwers: 2.750 Scheidsrechter: Juan Antonio Fernández (ESP) |

|                                                     |                  |       |                                            |                                                                                                   |
| 15 november EK-kwalificatie № 21 «onderlinge duels» | Slovenië         | 1 – 2 | Kroatië                                    | Centralni Stadion za Bežigradom, Ljubljana Toeschouwers: 6.800 Scheidsrechter: Guy Goethals (BEL) |
| 15 november EK-kwalificatie № 21 «onderlinge duels» | Primož Gliha 36' |       | 41' (pen.) Davor Šuker 55' Nikola Jurčević | Centralni Stadion za Bežigradom, Ljubljana Toeschouwers: 6.800 Scheidsrechter: Guy Goethals (BEL) |

|                                                                |                   |       |                              | |
| 6 december Vriendschappelijk № 22 «onderlinge duels» 20:30 uur | Mexico            | 1 – 2 | Slovenië                     | Estadio Héroe de Nacozari, Hermosillo Toeschouwers: 20.000 Scheidsrechter: Miguel Angel Salas (MEX) |
| 6 december Vriendschappelijk № 22 «onderlinge duels» 20:30 uur | Luis Hernández 4' |       | 8' Aleš Čeh 17' Ermin Šiljak | Estadio Héroe de Nacozari, Hermosillo Toeschouwers: 20.000 Scheidsrechter: Miguel Angel Salas (MEX) |

## FIFA-wereldranglijst
| JAN | FEB | MAR | APR | MEI | JUN | JUL | AUG | SEP | OKT | NOV | DEC |
| --- | --- | --- | --- | --- | --- | --- | --- | --- | --- | --- | --- |
| 81  | 89  | 89  | 81  | 84  | 85  | 78  | 81  | 69  | 73  | 75  | 71  |

## Statistieken
| Boško Boškovič    | 1969-01-12 | NK Beltinci         | 5 | 0 | 0 | 10 | 0 |
| Branko Zupan      | 1964-09-22 | Publikum Celje      | 3 | 0 | 0 | 7  | 0 |
| Verdediging       |            |                     |   |   |   |    |   |
| Marinko Galič     | 1970-04-22 | NK Maribor Branik   | 8 | 0 | 0 | 17 | 0 |
| Džoni Novak       | 1969-09-04 | Olimpija Ljubljana  | 7 | 0 | 2 | 15 | 2 |
| Robert Englaro    | 1969-08-28 | Olimpija Ljubljana  | 6 | 0 | 0 | 17 | 0 |
| Darko Milanič     | 1967-12-18 | Sturm Graz          | 6 | 0 | 0 | 14 | 0 |
| Aleš Križan       | 1971-07-25 | NK Maribor Branik   | 2 | 2 | 0 | 12 | 0 |
| Gregor Blatnik    | 1972-12-15 | Korotan Prevalje    | 1 | 0 | 0 | 1  | 0 |
| Andrej Poljšak    | 1968-06-24 | HIT Nova Gorica     | 1 | 0 | 0 | 8  | 0 |
| Samir Zulič       | 1966-01-08 | Olimpija Ljubljana  | 1 | 0 | 0 | 8  | 1 |
| Middenveld        |            |                     |   |   |   |    |   |
| Aleš Čeh          | 1968-04-07 | Grazer AK           | 7 | 0 | 1 | 15 | 1 |
| Alfred Jermaniš   | 1967-01-21 | HIT Nova Gorica     | 7 | 0 | 0 | 19 | 1 |
| Zlatko Zahovič    | 1971-02-01 | Vitória Guimarães   | 6 | 0 | 3 | 13 | 4 |
| Matjaž Florjančič | 1967-10-18 | US Cremonese        | 6 | 0 | 0 | 13 | 0 |
| Vladimir Kokol    | 1972-01-03 | NK Murska Sobota    | 3 | 2 | 1 | 6  | 1 |
| Gregor Židan      | 1965-10-05 | Maribor Branik      | 3 | 0 | 0 | 15 | 0 |
| Peter Binkovski   | 1972-06-28 | Maribor Branik      | 1 | 1 | 0 | 10 | 1 |
| Sandi Valentinčič | 1967-08-25 | HIT Nova Gorica     | 1 | 1 | 0 | 8  | 3 |
| Damjan Gajser     | 1975-05-08 | NK Murska Sobota    | 1 | 0 | 0 | 1  | 3 |
| Vili Bečaj        | 1967-09-08 | HIT Nova Gorica     | 0 | 1 | 0 | 1  | 0 |
| Aanval            |            |                     |   |   |   |    |   |
| Primož Gliha      | 1967-10-08 | Chamois Niortais    | 7 | 0 | 3 | 17 | 5 |
| Sašo Udovič       | 1968-12-12 | KSK Beveren         | 3 | 0 | 2 | 10 | 5 |
| Ermin Šiljak      | 1973-05-11 | Olimpija Ljubljana  | 2 | 0 | 1 | 3  | 1 |
| Matjaž Cvikl      | 1967-01-13 | NK Rudar Velenje    | 1 | 3 | 0 | 5  | 0 |
| Štefan Škaper     | 1966-10-06 | NK Beltinci         | 0 | 3 | 0 | 4  | 0 |
| Mladen Rudonja    | 1971-07-26 | Olimpija Ljubljana  | 0 | 1 | 0 | 5  | 0 |
| Miha Vončina      | 1969-02-25 | Primorje Ajdovščina | 0 | 1 | 0 | 1  | 0 |

NZS · A-internationals · Bondscoaches · Selecties · Statistieken · Sloveens vrouwenelftal · Olympisch elftal · Slovenië U21 · Slovenië U20 · Slovenië U19 · Slovenië U18 · Slovenië U17 · Slovenië U16
1991 – 1999 ·
2000 – 2009 ·
2010 – 2019 ·
2020 − 2029
EK's: 1996 · 
2000 · 
2004 · 
2008 · 
2012 · 
2016 · 
2020 · 
2024
WK's: 1998 · 
2002 · 
2006 · 
2010 · 
2014 · 
2018 ·
2022
1991 · 
1992 · 
1993 · 
1994 · 
1995 · 
1996 · 
1997 · 
1998 · 
1999 · 
2000 · 
2001 · 
2002 · 
2003 · 
2004 · 
2005 · 
2006 · 
2007 · 
2008 · 
2009 · 
2010 · 
2011 · 
2012 · 
2013 · 
2014 · 
2015 · 
2016 · 
2017 · 
2018 ·
2019 ·
2020 ·
2021 ·
2022 ·
2023 ·
2024
Albanië ·
Algerije ·
Argentinië ·
Armenië ·
Australië ·
Azerbeidzjan ·
België ·
Bosnië en Herzegovina ·
Bulgarije ·
Canada ·
China ·
Colombia ·
Cyprus ·
Denemarken ·
Duitsland ·
Engeland ·
Estland ·
Faeröer ·
 Finland ·
Frankrijk ·
Georgië ·
Ghana ·
Gibraltar ·
Griekenland ·
Honduras ·
Hongarije ·
IJsland ·
Israël ·
Italië ·
Ivoorkust ·
Joegoslavië ·
Kazachstan ·
Kosovo ·
Kroatië ·
Letland ·
Litouwen ·
Luxemburg ·
Malta ·
Mexico ·
Moldavië ·
Montenegro ·
Nederland ·
Nieuw-Zeeland ·
Noord-Ierland ·
Noord-Macedonië ·
Noorwegen ·
Oekraïne ·
Oman ·
Oostenrijk ·
Paraguay ·
Polen ·
Portugal ·
Qatar ·
Roemenië ·
Rusland ·
San Marino ·
Saoedi-Arabië ·
Schotland ·
Servië ·
Servië en Montenegro ·
Slowakije ·
Spanje ·
Trinidad en Tobago ·
Tsjechië ·
Tunesië ·
Turkije · 
Uruguay ·
Verenigde Arabische Emiraten ·
Verenigde Staten ·
Wales ·
Wit-Rusland ·
Zuid-Afrika ·
Zweden ·
Zwitserland
Algerije (2010) · 
Engeland (2010) · 
Paraguay (2002) · 
Spanje (2002) · 
Verenigde Staten (2010) · 
Zuid-Afrika (2002)